# Pak Chol-min (calciatore)
Pak Chol-Min ((박철민?, 朴哲民?); 10 dicembre 1988) è un calciatore nordcoreano, attaccante del Rimyongsu.

## Carriera

### Club
Durante la sua carriera ha giocato solo con il Rimyongsu, squadra in cui milita dal 2005.

### Nazionale
Spesso rappresenta la Nazionale nordcoreana.